# Viv Van Dingenen
Viv Van Dingenen (Geel, 16 augustus 1965) is een Belgisch actrice.

## Opleiding
Van Dingenen volgde een opleiding tot logopediste. Na enkele jaren hierin te hebben gewerkt, besloot ze een opleiding drama te volgen aan het conservatorium van Brussel.

## Carrière
In 1996 startte Van Dingenen met de rol van Veronique Van Sevenant in de soapserie Thuis. In 2005 nam ze, op eigen verzoek, afscheid van de serie.
In 2007 was ze te zien in de serie Katarakt. Daarin speelde ze de rol van An Degreef. In dat jaar nam Van Dingenen ook deel aan Steracteur Sterartiest om geld in te zamelen voor de zogenaamde "stortkinderen". Ze eindigde op de tiende plaats, op een totaal van 13 deelnemers. Free Souffriau won de editie. Nog in datzelfde jaar was ze ook te zien in het programma Beste vrienden van Bruno Wyndaele. Ze nam samen deel met haar goede vriendin en eveneens voormalig collega-actrice uit Thuis Lien Van de Kelder. Het duo bereikte samen met acht andere duo's de finale. Daarin moesten ze het afleggen tegen Jelle Cleymans en Gert Verhulst.
Van februari 2010 tot april 2012 speelde Van Dingenen in Witse de rol van Tine Smets. Vanaf augustus 2012 speelt ze de rol van Veerle Goddaert in Deadline 14.10.
In het voorjaar van 2015 was ze te zien in de voetbalserie Spitsbroers als mama van Dennis en Alan Moerman.
In 2016 was ze te zien op VIER in de tv serie Chaussée d'Amour als Claire Vanden Eynde.
Van januari 2017 tot juni 2019 speelt ze in de fictieserie De regel van 3s als Linda Libelula, de grote boef van de serie.
In 2020 speelde Van Dingenen in GR5.
In 2021 speelt ze de rol van de echtgenote van de ontvoerde Phil Frisco in de serie Glad ijs.

## Politiek
Van Dingenen werd in 2012 voorzitter van de lokale partij SOS 2012, en sinds 2013 is zij lid van de raad voor het Openbaar Centrum voor Maatschappelijk Welzijn in Sint-Niklaas.

## Privé
In 2017 maakte Van Dingenen bekend dat ze leed aan eierstok- en baarmoederkanker. Begin 2020 gaf zij aan dat ze genezen was.